# Riolobos
Riolobos es un municipio y localidad de España, en la provincia de Cáceres, comunidad autónoma de Extremadura. Pertenece al partido judicial de Coria y a la mancomunidad de la Rivera de Fresnedosa.
Tiene un área de 49,49 km² con una población de 1266 habitantes en 2017 y una densidad de 25,58 hab/km².

## Geografía física
El término municipal de Riolobos tiene los siguientes límites:
- Guijo de Coria, Montehermoso y Galisteo al norte;
- Torrejoncillo al oeste;
- Plasencia al este;
- Holguera al Sur.

## Historia
A la caída del Antiguo Régimen la localidad se constituye en municipio constitucional en la región de Extremadura, Partido Judicial de Coria que en el censo de 1842 contaba con 200 hogares y 1095 vecinos.

## Demografía
Riolobos cuenta con una población de 1180 habitantes (INE 2024).
| Gráfica de evolución demográfica de Riolobos entre 1842 y 2021                                                      |
| |
| Población de derecho según los censos de población del INE Población de hecho según los censos de población del INE |

## Economía
El término de Riolobos basa su economía mayoritariamente en la agricultura y ganadería, desarrollando como cultivos principalmente Tabaco, Maíz y Pimientos.

## Transportes
Por Riolobos pasan o se inician las siguientes carreteras:
| Carretera                    | Lugar de entrada al pueblo | Lugares a los que va |
| ---------------------------- | -------------------------- | -------------------- |
| CC-29.2 Avenida de Plasencia | Suroeste de la localidad   | Lleva a Holguera     |
| CC-29.3 Avenida de Plasencia | Este de la localidad       | Lleva a la N-630.    |
| Carretera de Galisteo        | Noroeste de la localidad   | Lleva a Galisteo.    |

## Patrimonio
El municipio de Riolobos tiene los siguientes monumentos religiosos:
- Iglesia parroquial de la localidad de Riolobos
- Iglesia de Pajares de la Rivera
- Ermita de la Virgen de la Argamasa, al norte del término municipal. Es la sede de la romería.

## Festividades
En Riolobos se celebran las siguientes fiestas locales:
- Fiestas patronales de San Blas, del 3 al 5 de febrero;
- Lunes de Piedra, romería en honor a la Virgen de la Argamasa, el segundo lunes luego del domingo de Pascua;
- Fiesta de Verano, el primer fin de semana de agosto, creadas en el siglo XX como fiesta del emigrante;
- Fiestas patronales de Santa Catalina, del 25 al 27 de noviembre.